# Жан Песке

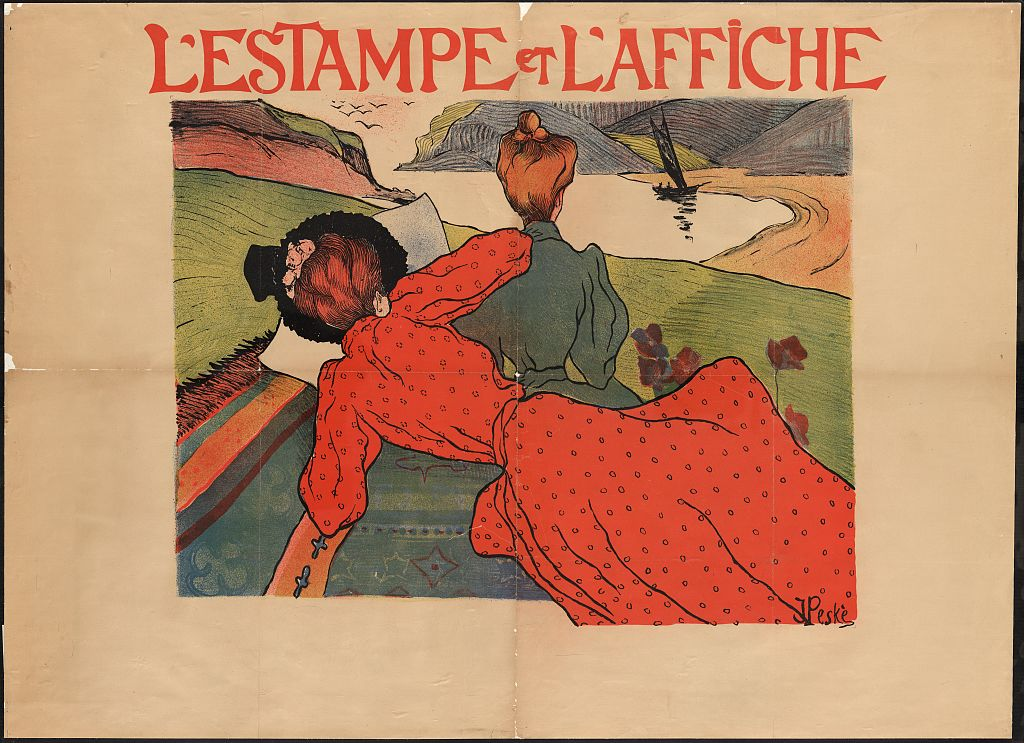
Друк і плакатів, літографії для художнього журналу (1898).

Іван (Жан) Мечеслав Песке (фр. Jean Misceslas Peské, пол. Jan Mirosław Peszke; 27 липня 1870 року, Голта Ананьївського повіту Херсонської губернії — 21 березня 1949 року, Ле-Ман, Франція) — французький живописець, графік, імпресіоніст польського походження.

## Біографія
Народився 27 липня 1870 року в селі Голта Кам'яно-Мостской волості Ананьївського повіту Херсонської губернії (нині місто Первомайськ Миколаївської області) в сім'ї лікаря.
Заняття живописом почав у Києві, відвідуючи художню школу. У 1885—1888 роках навчався в Одеській художній школі, потім продовжив навчання в Варшаві.
У 1889 році отримавши спадок від батька, використав кошти, щоб емігрувати до Франції. Займався в академії французького живописця, відомого представника наївного мистецтва — примітивізму Руссо Анрі Жюльєна (Henri Julien Felix Rousseau) та в Академії Жуліана під керівництвом не менш відомого художника і графіка Жана-Поля Лорана (Jean-Paul Laurens).
З 1891 року входив у коло співробітників літературно-художнього журналу «La Revue Blanche» (видавці — брати Олександр, Тадея і Луїз-Альфред Натансон).
Був близько знайомий з французьким художником — постімпресіоністів Анрі Тулуз-Лотреком (Henry de Toulouse Lautrec Monfa), а так само з Полем Серюзьє (Paul Serusier), Морісом Дені (Maurice Denis), Полем Сіньяком (Paul Signac) і П'єром Боннар (Pierre Bonnard), що входили в групу французьких художників — прихильників модерну і символізму «Набі» («Nabis»). Художники цього напряму шукали натхнення в античних міфах, одухотворяли природні мотиви.
Жан Песке навчався мистецтву офорта у французького живописця Каміля Піссаро (Jacob Camille Pissarro), послідовного прихильника імпресіонізму. Під впливом П. Сіньяка вправлявся в пуантилізму, в основі якого лежить манера письма роздільними мазками правильної, точкової або прямокутної форми; характеризується відмовою від фізичного змішування фарб заради оптичного.
Вибір сюжетів, використання простих композицій і яскравих фарб роблять Ж. Песке близьким импрессионистам, інтимний характер зображуваних інтер'єрів ріднить його з «Набі-дами», манера роботи з кольором і видовженими тінями нагадують про школу «Понт-Авену» («Pont-Aven»). Живописці цієї школи розвивали імпресіонізм в напрямку синтетизму. Художники, що належали до синтетичного течією, намагалися в своїх творах «синтезувати» три поняття: зовнішній вигляд зображуваного; свої власні почуття стосовно зображуваного; естетичність ліній, кольору і форми зображення.
На своїх полотнах Ж. Песке зображав пейзажі, портрети та натюрморти, інтер'єри та сцени материнства, він вважався найзнаменитішим художником по зображенню лісів і дерев. Пастелі і акварелі художника багато експертів ставлять в один ряд з роботами Анрі Тулуз-Лотрека.
У 1901 році французький літературно-художній журнал «La Revue Blanche» провів персональну виставку Ж. Песке. Творчість художника було відзначено критиком Феліксом Фенеон (Felix Feneon), а так само мистецтвознавцем і художнім керівником журналу «Le Figaro» Арсеном Олександром (Arsen Alexandre).
Художник на початку ХХ-го століття захопився постімпресіонізму. Багато подорожував по Франції, зокрема, працював в Сан-Тропе, Провансі, Ванде. У 1902—1911 роках працював на пленері в Барбізон, де подружився з російським живописцем, майстром пейзажу Костянтином Павловичем Кузнєцовим. Зачарований містечком Колліур в Лангедоці, часто повертався туди, в 1934 році заснував там Музей сучасного мистецтва.
Жан Песке брав участь у численних виставках, у тому числі в салонах: «Осінньому», «Незалежних», «Тюїльрі», Національного товариства витончених мистецтв, брав участь у групових виставках у Франції. У 1925 році показав офорти в павільйоні «Мистецтво книги» на Міжнародній виставці декоративних мистецтв у Парижі. У 1940 році провів персональну виставку в галереї «Durand-Ruel» в Парижі і в 1948 році — в галереї «Saint-Placide».
У 1950 році меморіальна виставка художника відбулася в рамках салону «Незалежних», в 1960 році — в галереї «International» в Нью-Йорку, в 1972 році — в галереї «Durand-Ruel» в Парижі. Остання на сьогоднішній день велика персональна виставка Ж. Песке (близько 80 робіт) у 2002—2003 роках здійснила подорож за маршрутом Вандея — Сан-Тропе — Колліур.
Жан Песке був одружений з художницею Е. А. Лушніковою (в шлюбі Лушнікова-Песке), ученицею скульптора Огюста Родена (François-Auguste-Rene Rodin). У польських колах Парижа художник мав багато друзів, серед яких були вчений-експериментатор Марія Кюрі (Marie Curie), з якою у нього встановилися дружні стосунки на довгі роки; поет Гійом Аполлінер (Guillaume Apollinaire), один з найбільш впливових діячів європейського авангарду початку ХХ -го століття та ін
У Франції видано безліч досліджень творчості Ж. Песке, але найбільш повно творчість художника відображено в монографії "Somogy editions d'art. Jean Peske. Paris, 2002 ".
Роботи Ж. Песке зберігаються в музеях Парижа, Руана, Сан-Тропе, колюрии і інших містах Франції, а також Женеви і Варшави.
В кінці 1940-х років Іван Мечеславовіч Пескевіч влаштувався в містечку Ле-Ман — столиці департаменту Мен, де пішов з життя 21 березня 1949 року.

## Творчість
Роботи художника зберігають у музеях Парижа, Руана, Сен-Тропе та інших міст Франції, а також Женеви і Варшави.